# 1988 en science-fiction
| Années de la science-fiction : 1985 - 1986 - 1987 - 1988 - 1989 - 1990 - 1991    |
| Décennies de la science-fiction : 1950 - 1960 - 1970 - 1980 - 1990 - 2000 - 2010 |

L'année 1988 a été marquée, en matière de science-fiction, par les événements suivants.

## Naissances et décès

### Naissances
- 16 janvier : Cécile Duquenne, romancière française.
- 19 août : Veronica Roth, écrivain américaine.

### Décès
- 8 mai : Robert A. Heinlein, écrivain américain, mort à 80 ans.

## Événements
- Création de la collection Le Grand Temple de la S-F, éditée par les éditions Pocket. La collection cessera d'être publiée en 1999.

## Prix

### Prix Hugo
- Roman : Élévation (The Uplift War) par David Brin
- Roman court : Œil pour œil (Eye for Eye) par Orson Scott Card
- Nouvelle longue : Petites bufflesses, voulez-vous sortir ce soir ? (Buffalo Gals, Won't You Come Out Tonight) par Ursula K. Le Guin
- Nouvelle courte : Mes nuits chez Harry (Why I Left Harry's All-Night Hamburgers) par Lawrence Watt-Evans
- Livre non-fictif : Michael Whelan's Works of Wonder par Michael Whelan
- Autres formats : Watchmen par Alan Moore et Dave Gibbons
- Court ou long-métrage : Princess Bride, réalisé par Rob Reiner
- Éditeur professionnel : Gardner Dozois
- Artiste professionnel : Michael Whelan
- Magazine semi-professionnel : Locus, dirigé par Charles N. Brown
- Magazine amateur : Texas SF Inquirer (Pat Mueller, éd.)
- Écrivain amateur : Mike Glyer
- Artiste amateur : Brad W. Foster
- Prix Campbell : Judith Moffett
- Prix spécial : The SF Oral History Association

### Prix Nebula
- Roman : Opération Cay (Falling Free) par Lois McMaster Bujold
- Roman court : Le Dernier des Winnebago (The Last of the Winnebagos) par Connie Willis
- Nouvelle longue : Le Chat de Schrödinger (Schrodinger's Kitten) par George Alec Effinger
- Nouvelle courte : Bible Stories for Adults, No. 17: The Deluge par James Morrow
- Grand maître : Alfred Bester

### Prix Locus
- Roman de science-fiction : Élévation (The Uplift War) par David Brin
- Roman de fantasy : Le Septième Fils (Seventh Son) par Orson Scott Card
- Premier roman : War for the Oaks par Emma Bull
- Roman court : La Compagne secrète (The Secret Sharer) par Robert Silverberg
- Nouvelle longue : Rachel amoureuse (Rachel in Love) par Pat Murphy
- Nouvelle courte : Tombent les anges (Angel) par Pat Cadigan
- Recueil de nouvelles : Le Chasseur de jaguar (The Jaguar Hunter) par Lucius Shepard
- Anthologie : The Year's Best Science Fiction: Fourth Annual Collection par Gardner Dozois, éd.
- Livre non-fictif : Watchmen (Watchmen) par Alan Moore et Dave Gibbons
- Magazine : Asimov's Science Fiction
- Maison d'édition : Tor Books
- Artiste : Michael Whelan

### Prix British Science Fiction
- Roman : Lavondyss (Lavondyss) par Robert Holdstock
- Fiction courte : Cauchemar au pays des jouets (Dark Night in Toyland) par Bob Shaw

### Prix Arthur-C.-Clarke
- Lauréat : The Sea and Summer par George Turner (en)

### Prix E. E. Smith Memorial
- Lauréat : C. J. Cherryh

### Prix Theodore-Sturgeon
- Lauréat : Rachel amoureuse (Rachel in Love) par Pat Murphy

### Prix Seiun
- Roman japonais : Ginga eiyū densetsu par Yoshiki Tanaka

### Prix Apollo
- La Compagnie des glaces par Georges-Jean Arnaud

### Grand prix de l'Imaginaire
- Roman francophone : Opération serrures carnivores par Serge Brussolo
- Nouvelle francophone : Le Parc zoonirique par Francis Berthelot

### Prix Kurd-Laßwitz
- Roman germanophone : Die Wolke par Gudrun Pausewang

## Parutions littéraires

### Romans
- Un monde de femmes par Sheri S. Tepper.

### Anthologies et recueils de nouvelles
- Univers 1988

### Nouvelles
- Le Dernier des Winnebago, par Connie Willis
- La Maison en os, par Robert Silverberg.

## Sorties audiovisuelles

### Films
- Akira par Katsuhiro Ōtomo.
- Appelez-moi Johnny 5 par Kenneth Johnson.
- Invasion Los Angeles par John Carpenter.
- Willow par Ron Howard.

### Téléfilms
- Le Retour de l'incroyable Hulk par Nicholas Corea.